# Jiří Srna
Jiří Srna (* 8. prosince 1957 v Praze) je výtvarník, grafik, malíř, kreslíř, karikaturista, fotograf a profesí lékař. Je členem České unie karikaturistů (ČUK), Unie výtvarných umělců České republiky (UVU ČR) a Klubu kreslířů a humoristů (KKH). Žije a tvoří v Jablonci nad Nisou.

## Život
Studoval na Gymnáziu v Turnově, kde ho na výtvarnou dráhu nasměroval kubistický malíř Dalibor Matouš. Po gymnáziu vystudoval Lékařskou fakultu v Hradci Králové, absolvoval Fotografickou konzervatoř v Hradci Králové a studoval malbu a grafiku na Technické univerzitě v Liberci.
K jeho koníčkům patří rybaření a muzika, umí hrát na kontrabas, kytaru, banjo, akordeon. Hrál v country kapele Bluegrass trio s Ivo Horákem a Rudolfem Baňasem.
Od roku 2020 je po náročné operaci srdce ochrnutý na spodní polovinu těla a trvale upoutaný na invalidní vozík. Po rekonvalescenční přestávce se vrátil ke svým oblíbeným činnostem.

## Dílo
Před rokem 2011 kreslil a maloval fine art, od roku 2011 se věnuje kreslenému humoru, kresbě, grafice, karikatuře a malbě. Z techniky kresby si osvojil uhel, pastel, perokresbu, inkoust, akvarel, linoryt, kombinované techniky. Dále se věnuje fotografii a také dřevěné plastice. Za fotografii získal ocenění v Lucembursku a v České republice (Pardubice, Svitavy, Hradec Králové).
Kresbami a fotografiemi ilustruje knihy a časopisy. Jeho kreslené vtipy jsou publikovány v knihách a na uměleckých pohlednicích. Výtvarně spolupracuje s časopisy např. Rybářství, Pes, přítel člověka, Křížem-Krážem, Reader's Digest, Tapír. Jeho výtvarné práce byly pravidelně publikovány v tureckém časopise Fenamizah. Svá díla rovněž prezentuje na webech dikobraz.cz (kreslený humor, portrétní karikatury, malby, krátká humorná poezie) a e-tapir.cz (kreslené vtipy).
Od roku 2011 obesílá národní i mezinárodní soutěže cartoons (kreslený humor), pořádá samostatné a kolektivní výstavy v Čechách i ve světě, včetně Francouzské národní knihovny v Paříži. Získal třicet čestných uznání a ocenění (stav k polovině roku 2021) na karikaturních soutěžích po celém světě. Jeho kresby byly vystaveny a oceněny např. v Kanadě, Polsku, Chorvatsku, Turecku, Jižní Koreji, Indii, Argentině, Itálii, Francii, na Slovensku, v České republice (Gastronomické grotesky Znojmo, Humorest Hradec Králové). Na mezinárodní úrovni získal první místo na International Day to End Impunity Contest v Kanadě a v Premio Humor Grafico Color – 16th Salon Mercosur International Diogenes Taborda v Argentině.
Pořádal národní soutěže s výstavou kresleného humoru v Rychnově u Jablonce nad Nisou, ke kterým také vydával, pod hlavičkou České unie karikaturistů (ČUK), tištěné katalogy. Vydával i katalogy k výstavám ČUK a Ročenky ČUK, to vše v ediční řadě nazvané Malá galerie kresleného humoru.

## Knihy

### Fotografie J. Srny v knihách
- David Torkington: Neztrácet naději: o umění začínat stále znovu, Kostelní Vydří, Karmelitánské nakladatelství, 2002, ISBN 80-7192-677-9
- Knud Eike Buchmann: Cesta k úspěchu, Kostelní Vydří, Karmelitánské nakladatelství, 2003, ISBN 80-7192-344-3

### Obrazy J. Srny v knihách
- Poezie, obrazy / Miloslav Lacina verše; Jiří Srna obrazy, 2009, ISBN 978-80-260-0053-2

### Kreslené vtipy J. Srny v knihách
- Kreslený humor bez textu & texty bez kresleného humoru, Jablonec nad Nisou, Jiří Srna, 2011, ISBN 978-80-260-1076-0
- Kreslený humor, Praha, Česká unie karikaturistů, 2013, ISBN 978-80-260-6394-0
- Šedesát, Praha, Maxiart, s.r.o., 2018, ISBN 978-80-904244-2-5
- Veselá ordinace, Jablonec nad Nisou, Pavlína Srncová, 2018, ISBN 978-80-907367-0-2
- Velká kniha českého humoru (kolektiv autorů), Praha, Cosmopolis, 2020, ISBN 978-80-271-1263-0

## Galerie karikaturních portrétů a kreslených vtipů Jiřího Srny

### Slovenská prezidentka a herci

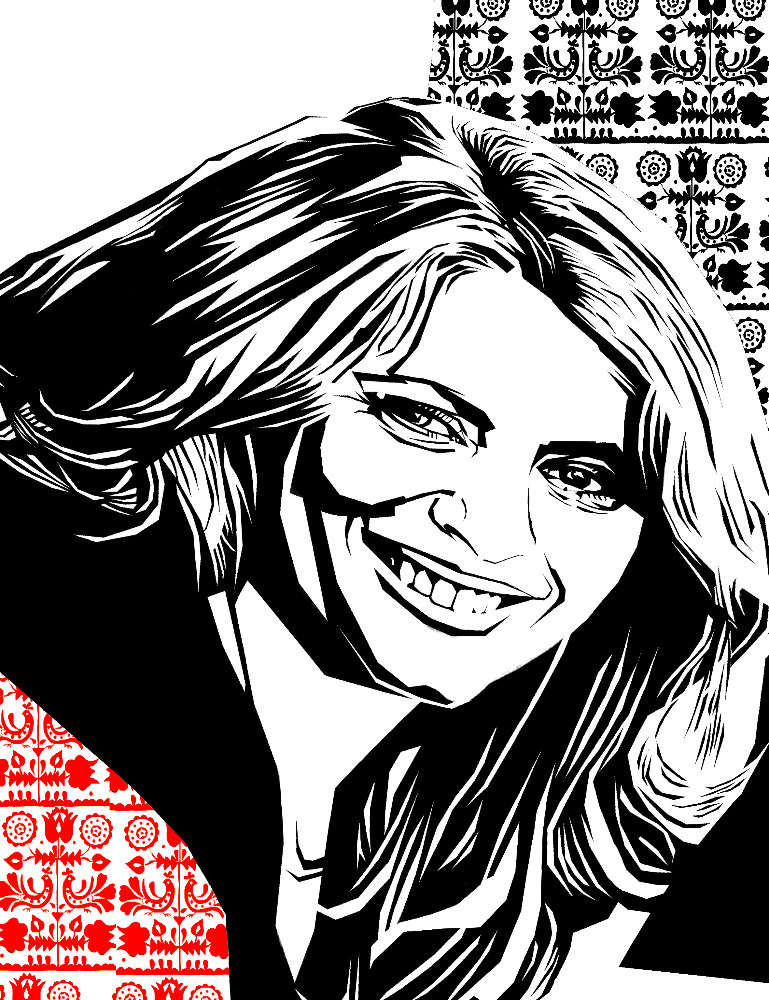
Zuzana Čaputová (kresba, digitál, koláž)
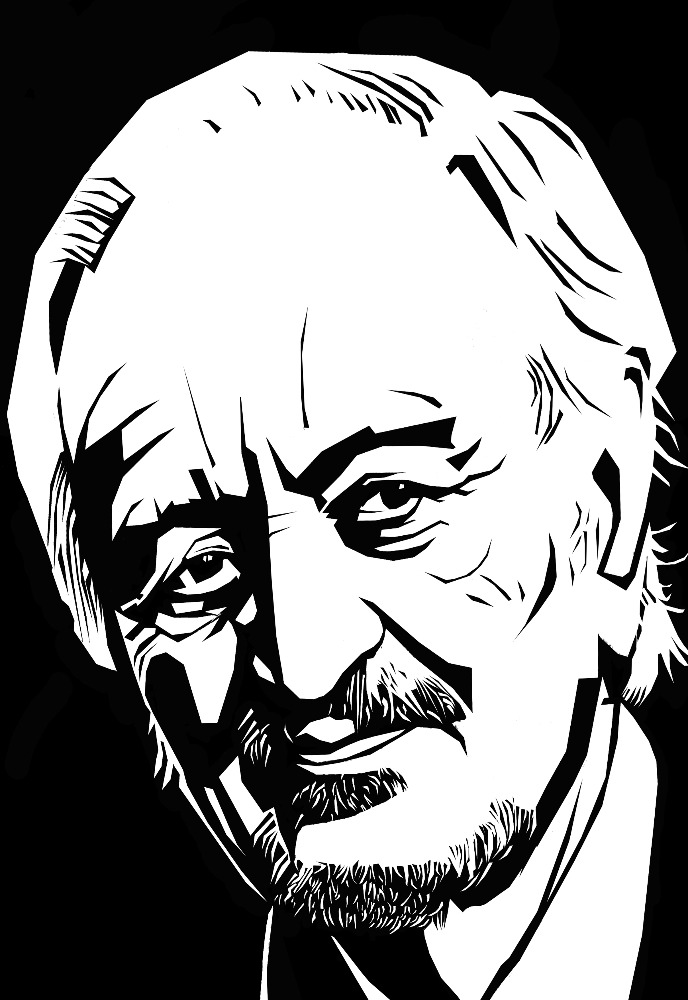
Milan Lasica (kresba, digitál)
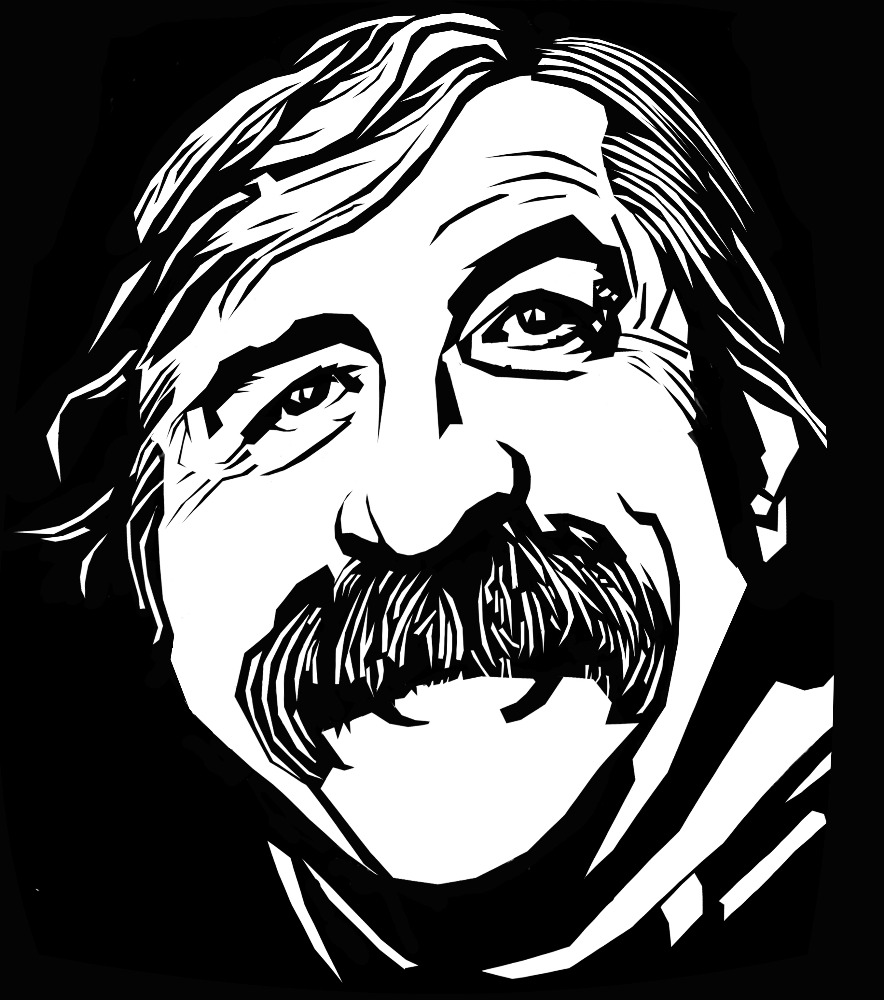
Július Satinský (kresba, digitál)
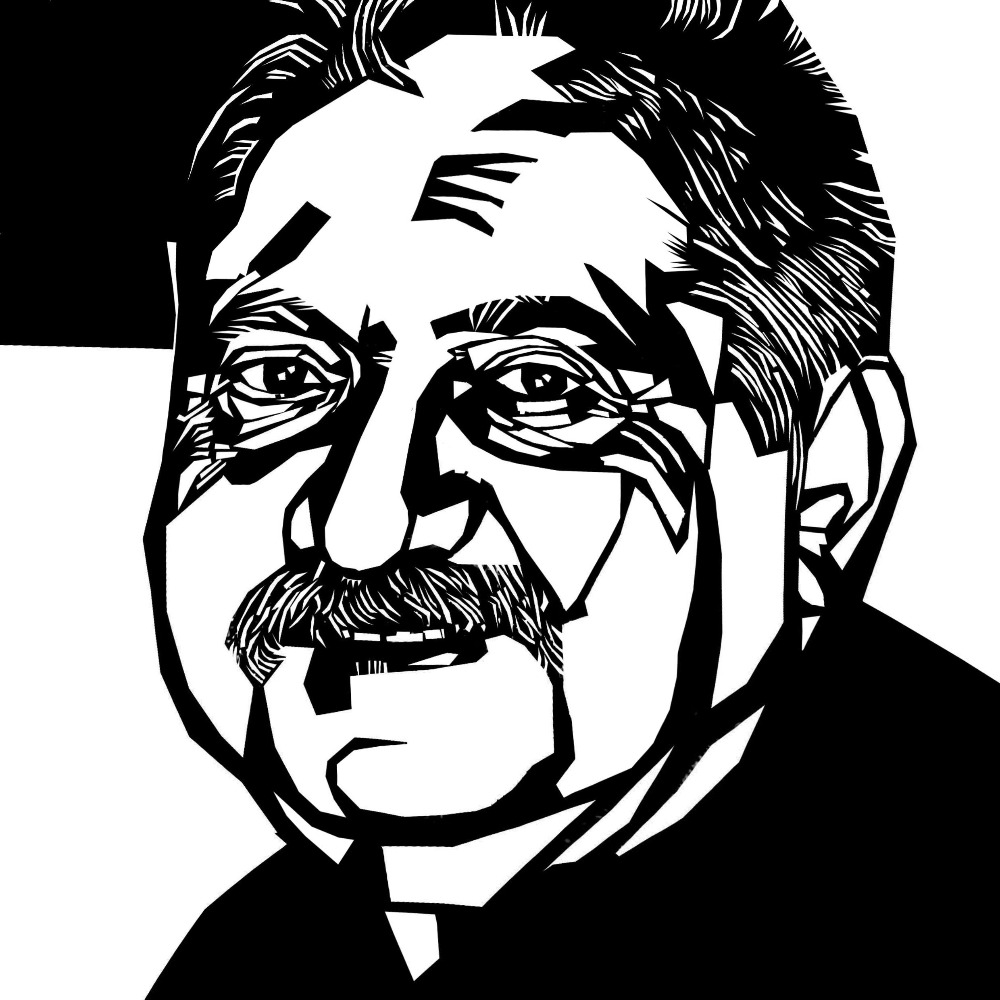
Marián Labuda (kresba, digitál)

### Komici a akční hrdina

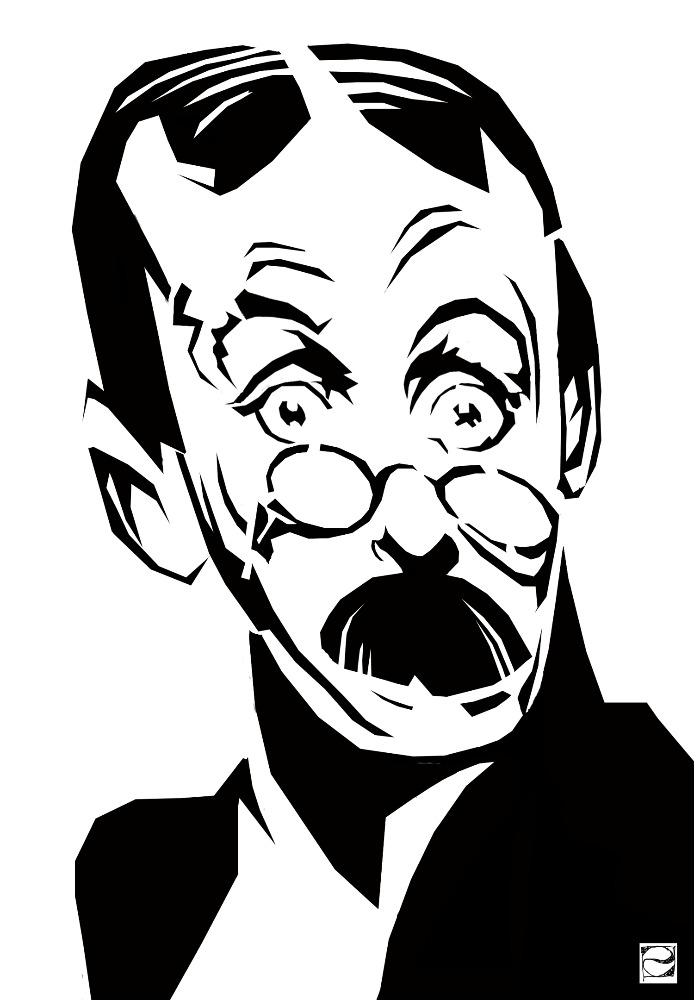
Vlasta Burian (kresba, digitál)
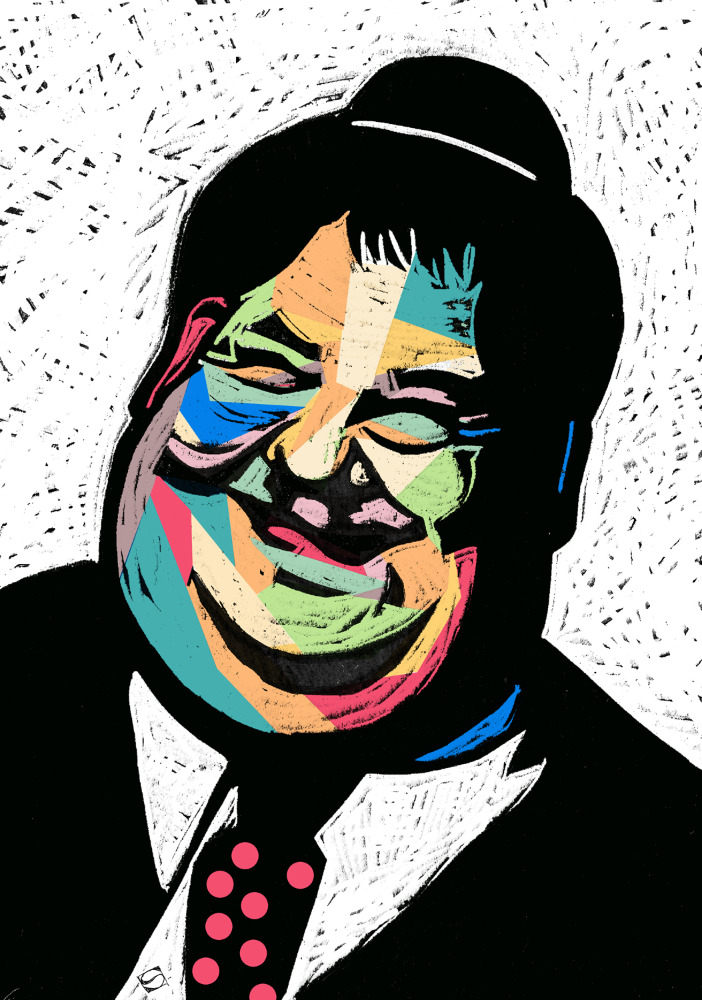
Oliver Hardy (linoryt, digitální kolorace)
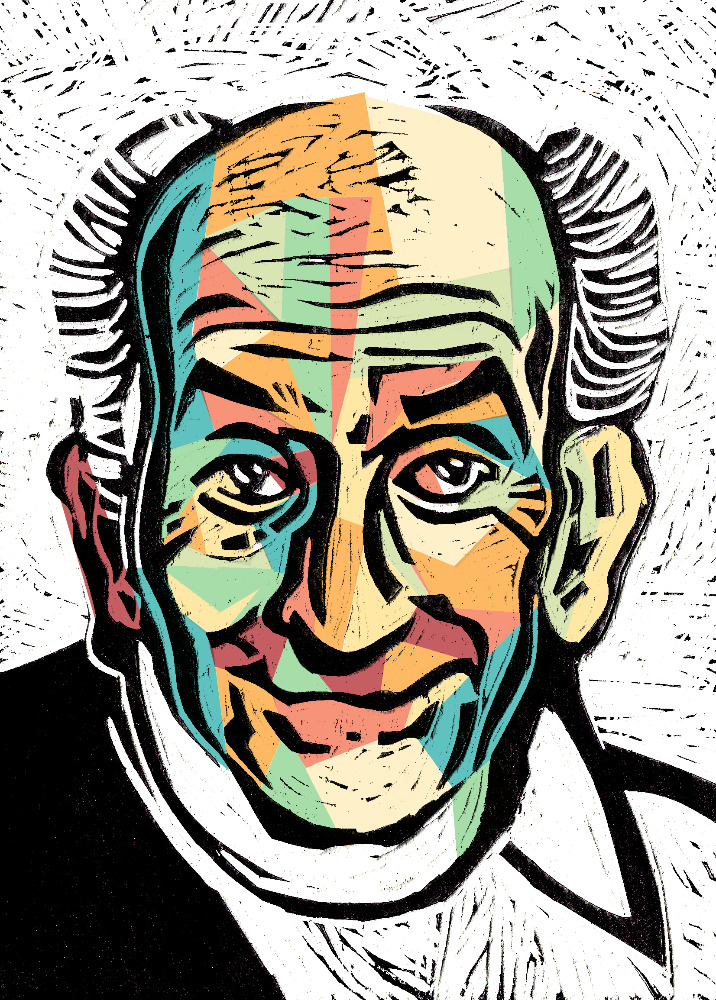
Louis de Funès (linoryt, digitální kolorace)
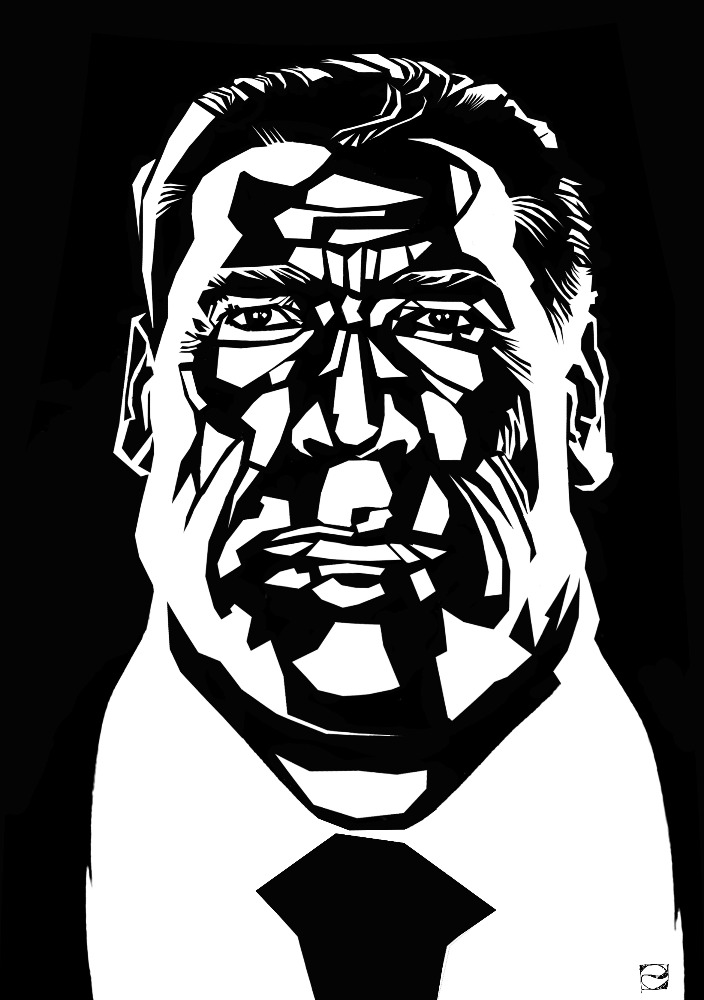
Arnold Schwarzenegger (kresba, digitál)

### Zpěváci a myslitelé

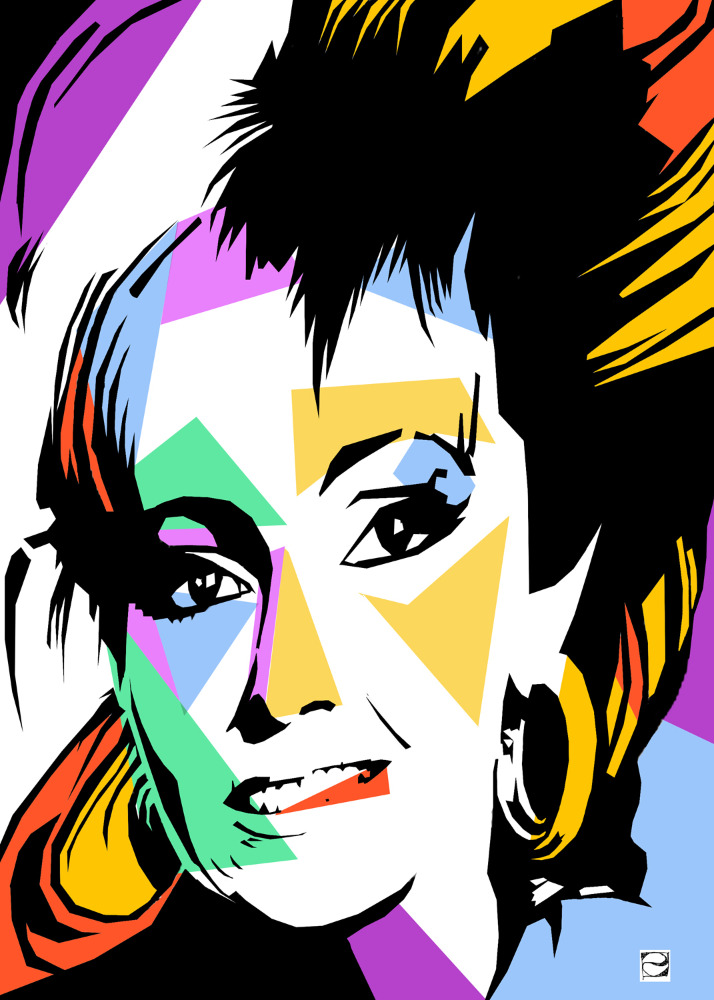
Helena Vondráčková (kresba, digitální kolorace)
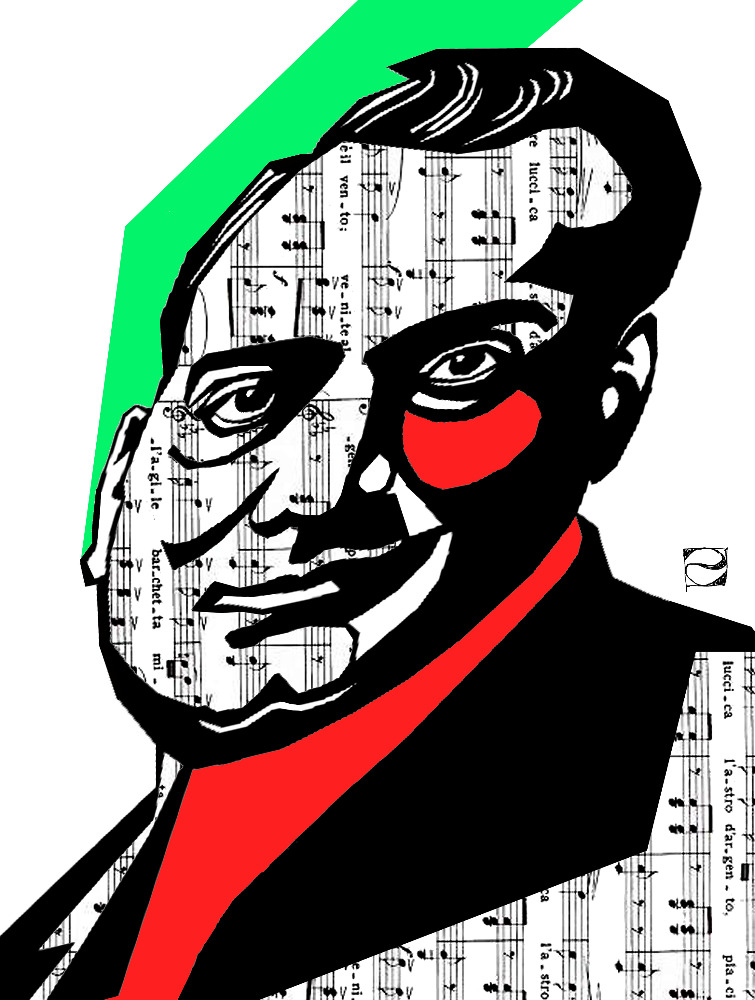
Enrico Caruso (kresba, digitál, koláž)
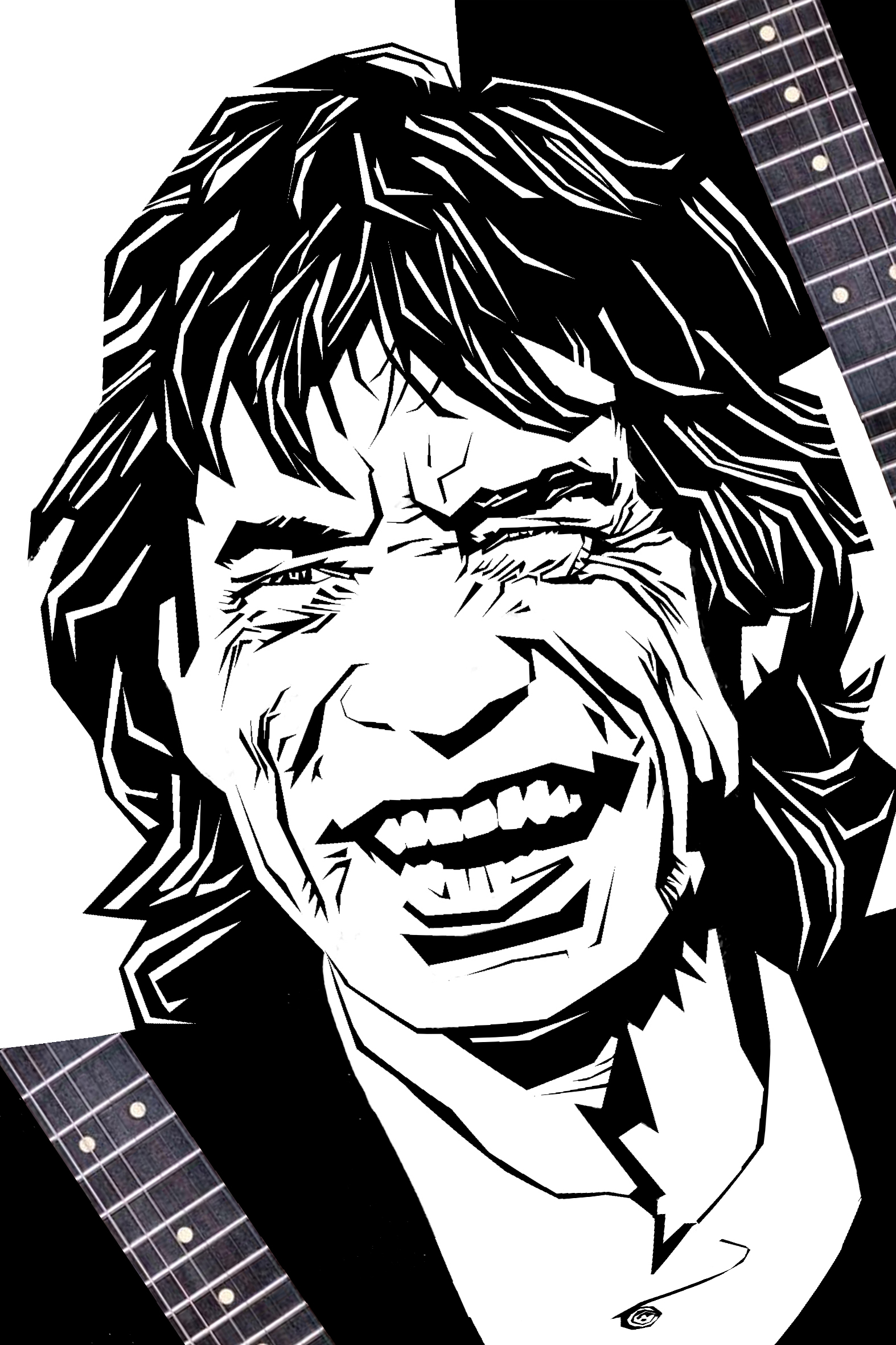
Mick Jagger (kresba, digitál)
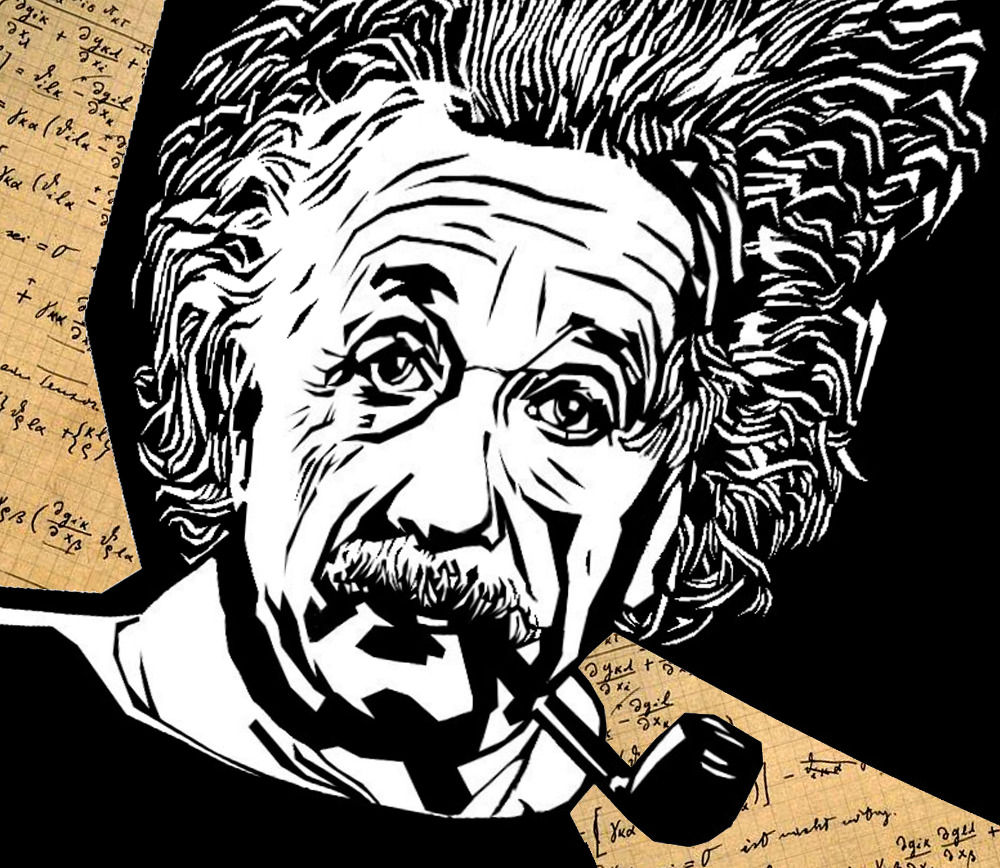
Albert Einstein (kresba, digitál, koláž)
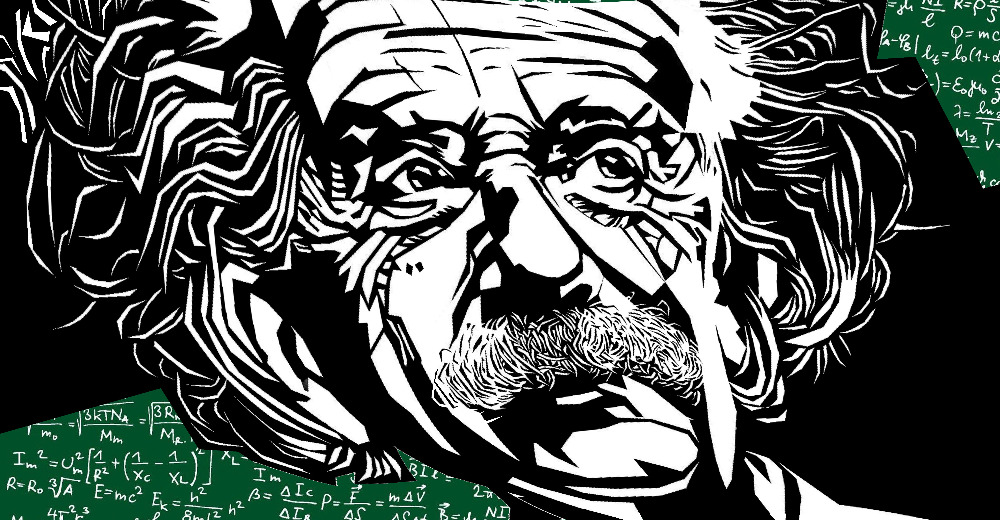
Albert Einstein (kresba, digitál, koláž)
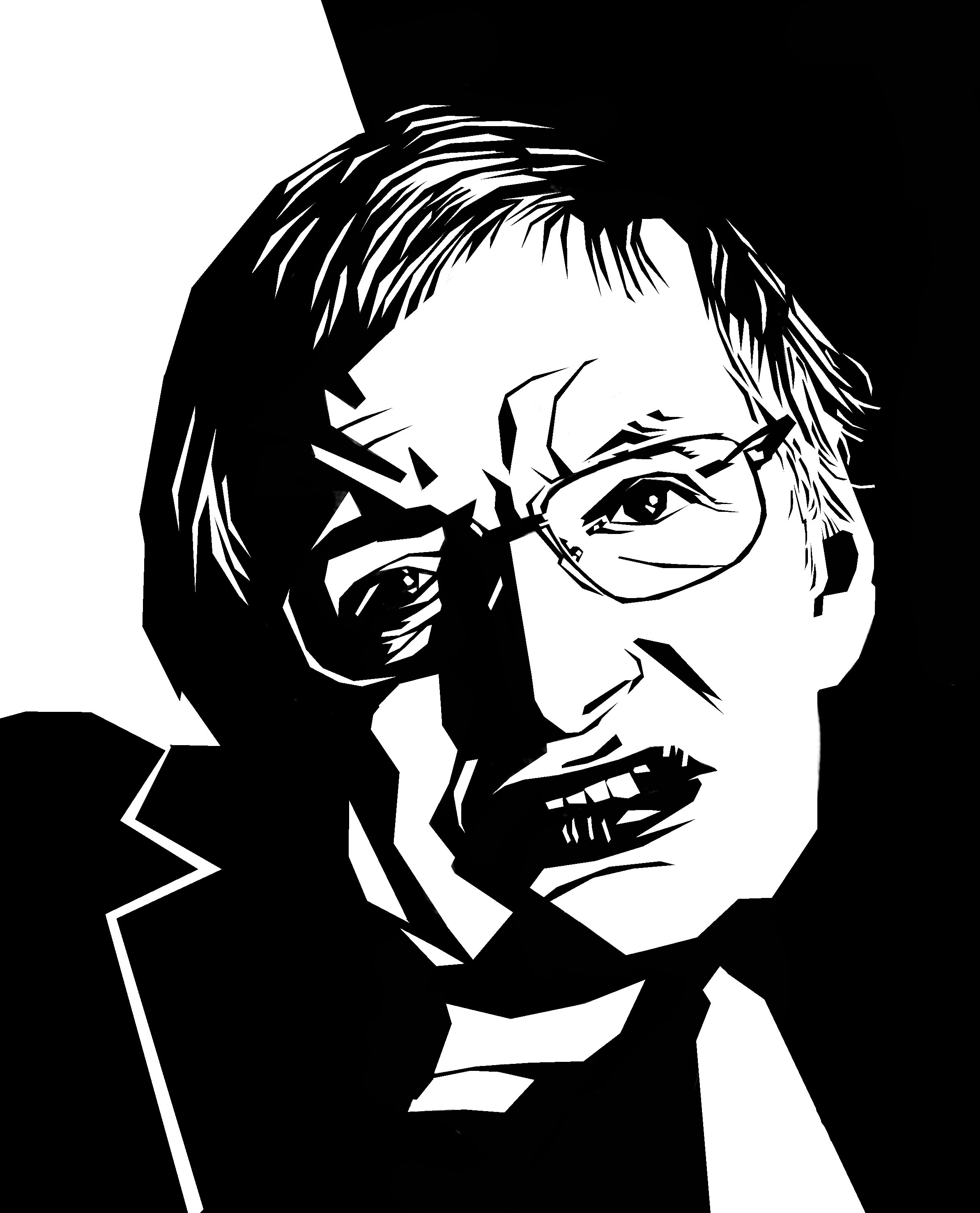
Stephen Hawking (kresba, digitál)

### Kreslený humor

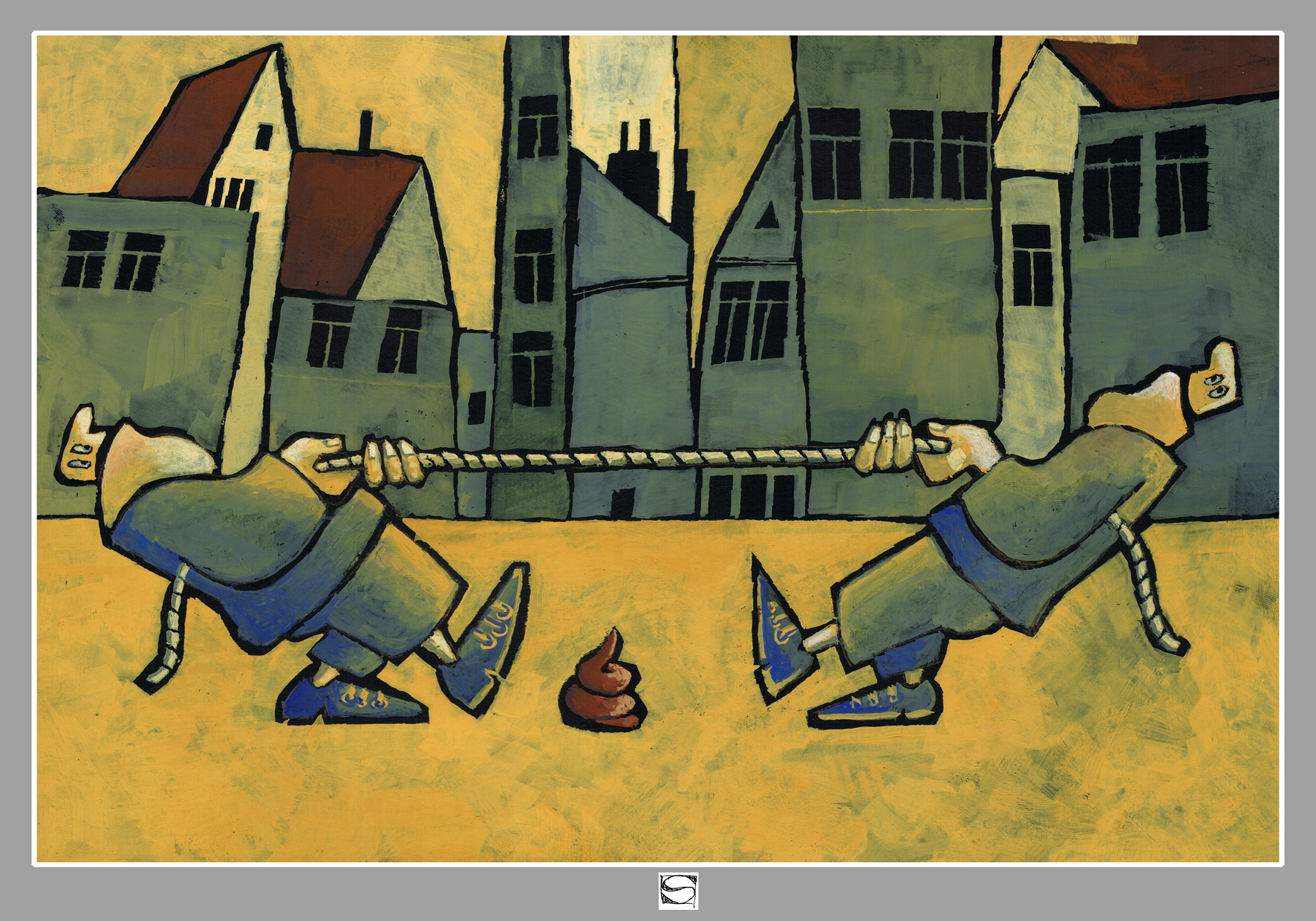
Život
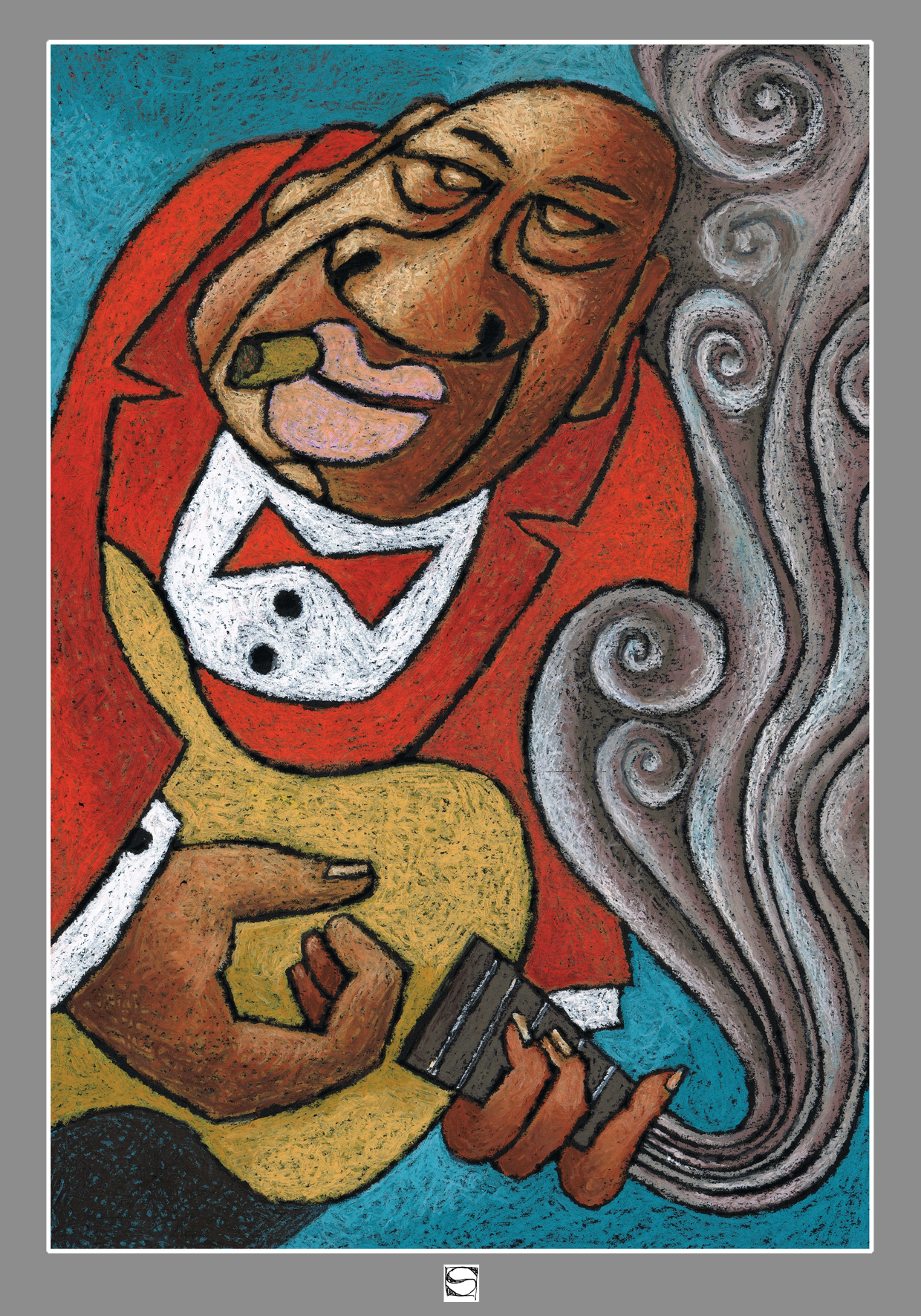
Žhavé blues
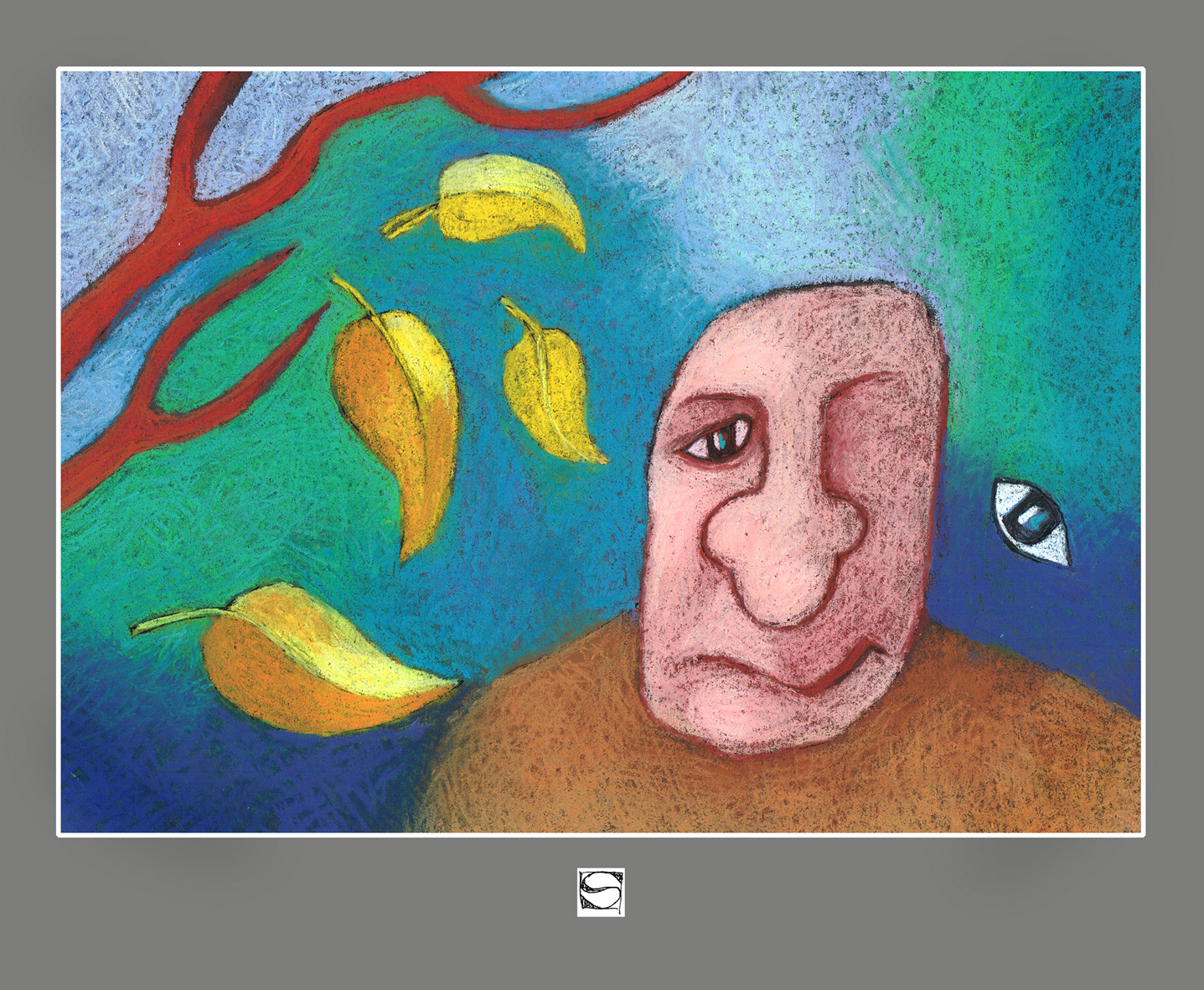
Vítr
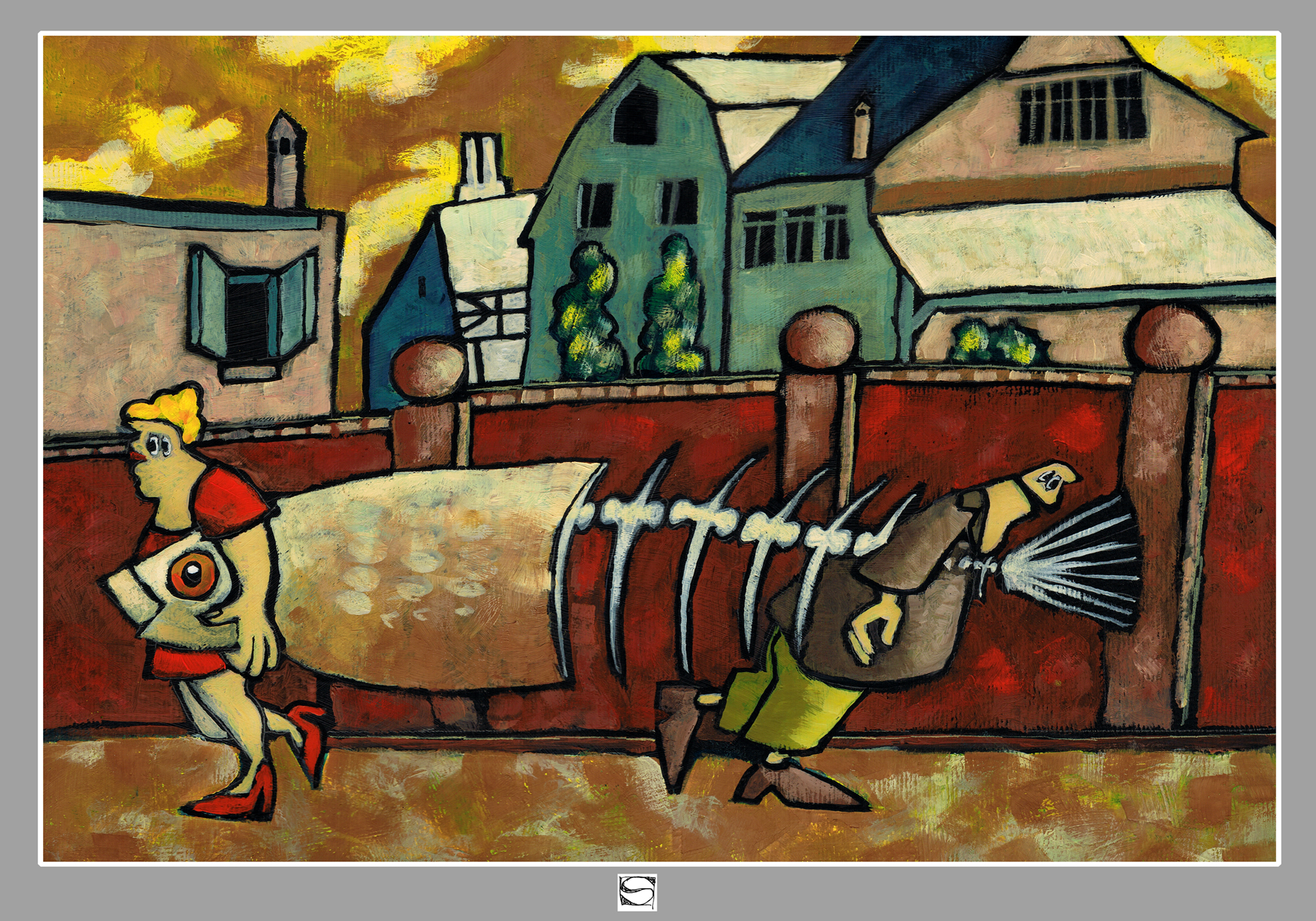
Rozvod